# Paraíso, canto decimoctavo

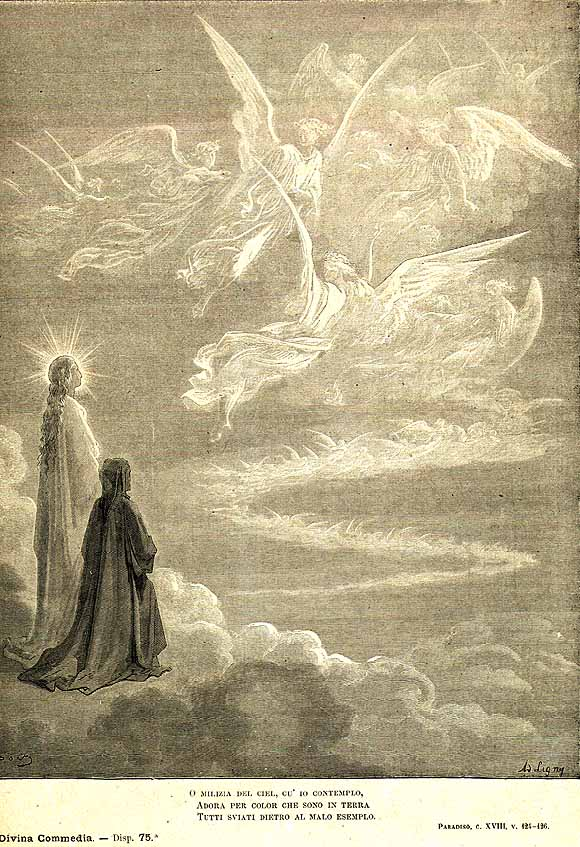
Los beatos, ilustración de Gustave Doré.

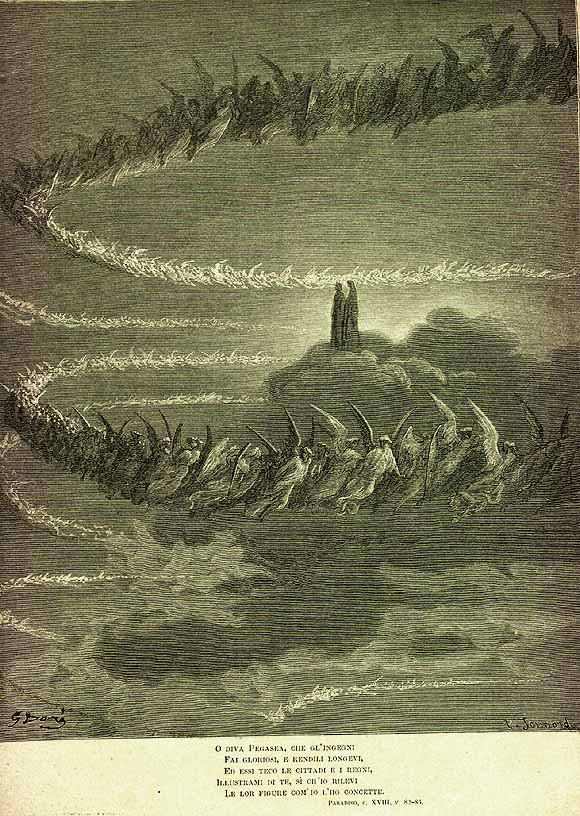
Ilustración de Gustave Doré.

El canto decimoctavo del Paraíso de Dante Alighieri se desarrolla en el cielo de Marte y en el cielo de Júpiter, donde se encuentran respectivamente los espíritus guerreros y los justos. Transcurre en la tarde de 13 de abril o de 30 de marzo de 1300.

## Temas y contenidos
- El consuelo de Beatriz- vv. 1-21
- Las almas combatientes por la fe- vv. 22-51
- El cielo de Venus- vv. 52-69
- El águila- vv. 70-114
- Oración e invectiva- vv. 115-136

## Otros proyectos
- Textos originales en Wikisource.

- Datos: Q6061565